# Miguel Ramón Morales
Miguel Ramón Morales (1787 - 1855) fue un político nicaragüense que ejerció como el vigésimo Supremo Director entre el 12 de marzo y el 6 de abril de 1847.
Como Senador le correspondió ejercer interinamente el Poder Ejecutivo de Nicaragua, a partir del 12 de marzo de 1847 por haber concluido el período del Supremo Director José León Sandoval.
En los comicios realizados en 1847, José María Guerrero candidato a Supremo Director, 
no fue elegido por no contar con los 2/3 de los votos requeridos por la ley. De acuerdo con lo que mandaba la Constitución para estos casos, la Asamblea Legislativa nombró por unanimidad al senador Miguel Ramón Morales como Supremo Director provisional.
Ejerció el mando hasta el 6 de abril del mismo año, fecha en que lo entregó al Licenciado 
José María Guerrero de Arcos y Molina, elegido como Supremo Director para el período 1847-1849.